# Xibe
Los xibe o sibe (sibe: ᠰᡞᠪᡝ en chino simplificado, 錫伯族; pinyin, Xībó zú) son uno de los 56 grupos étnicos oficialmente reconocidos por el gobierno de la República Popular China. Su población aproximada en el año 2004 era de unas 188.000 personas que habitan principalmente en la Región Autónoma Uigur de Sinkiang y en las provincias de Liaoning y Jilin.

## Idioma
Los xibe tienen su propio idioma perteneciente  a la rama de lenguas manchú-tungús. Este idioma tiene grandes similitudes con el idioma manchú del que se cree que puede ser un dialecto.
Se cree que este idioma tenía su propio sistema de escritura que desapareció durante la dinastía Qing. En la actualidad se utiliza un sistema de escritura basada en la ortografía manchú. Hoy en día, la mayoría de los xibe tienen el mandarín como lengua materna.

## Historia
Originariamente, los xibe habitaron en las orillas del río Nonni. Se sabe que fue uno de los nueve reinos derrotados por el emperador Nurhaci de los jurchen en la batalla de Gure en el año 1593. Más tarde quedaron bajo dominio de los mongoles incluso después de que llegara la dinastía manchú de los Qing.
El primer contacto de los xibe con los Qing se produjo cuando se iniciaron diversas campañas militares contra Rusia. Los xibe proporcionaron apoyo logístico a los Qing. En 1692 los mongoles ofrecieron el control sobre los xibe y los daur al emperador Kangxi a cambio de un pago en plata.

## Cultura
El traje tradicional de los xibe es muy parecido al de los manchúes. Hoy en día casi todos los xibe utilizan vestidos occidentales y el traje típico ha quedado reservado a algunos ancianos que los utilizan en festividades señaladas.
Antiguamente, los xibe se dividían en hala, un clan al que pertenecían las personas que llevaban el mismo apellido. Estos clanes se agrupaban en los diferentes poblados que suelen consistir en unas 200 casas.
Hasta hace pocos años, en las viviendas xibe habitaban hasta tres generaciones diferentes de una misma familia, ya que se creía que mientras el padre vivía ningún hijo podía romper el clan familiar y dejar la casa.

## Religión
Los xibe son politeístas y reverencian especialmente a sus ancestros a los que dedican dos festividades especiales: en el mes de marzo se realizan ofrendas de peces mientras que en julio los antepasados reciben una ofrenda de melones.
Además de adorar a sus antepasados, los xibe tienen diferentes dioses como el de los insectos, el dios dragón o el dios de la tierra. Uno de sus dioses principales es Xilimama que procura la tranquilidad en el hogar. Muy pocos xibe han adoptado el budismo como religión.
- Datos: Q1044876
- Multimedia: Xibe people / Q1044876